# Gernsbach
Gernsbach è un comune tedesco di 14 157 abitanti, situato nel land del Baden-Württemberg.

## Storia
Prima del XII secolo non ci sono prove di insediamenti permanenti nella zona di Gernsbach.
Il punto di partenza per lo sviluppo della bassa Valle del Murg fu l'acquisizione del predium Rotenfels all'ingresso della valle da parte dei nobili signori di Eberstein all'inizio del XII secolo come feudo del monastero di Spira. Da Rotenfels gli Eberstein ripulirono la Valle del Murg, boscosa e di difficile accesso a causa delle paludi del Murg, e fondarono nuovi insediamenti.
La linea Loffenau–Scheuern–Gernsbach–Staufenberg fu raggiunta intorno al 1200.
Gernsbach fu menzionato per la prima volta per iscritto come Genrespach in un certificato ereditario di Eberstein del 1219.

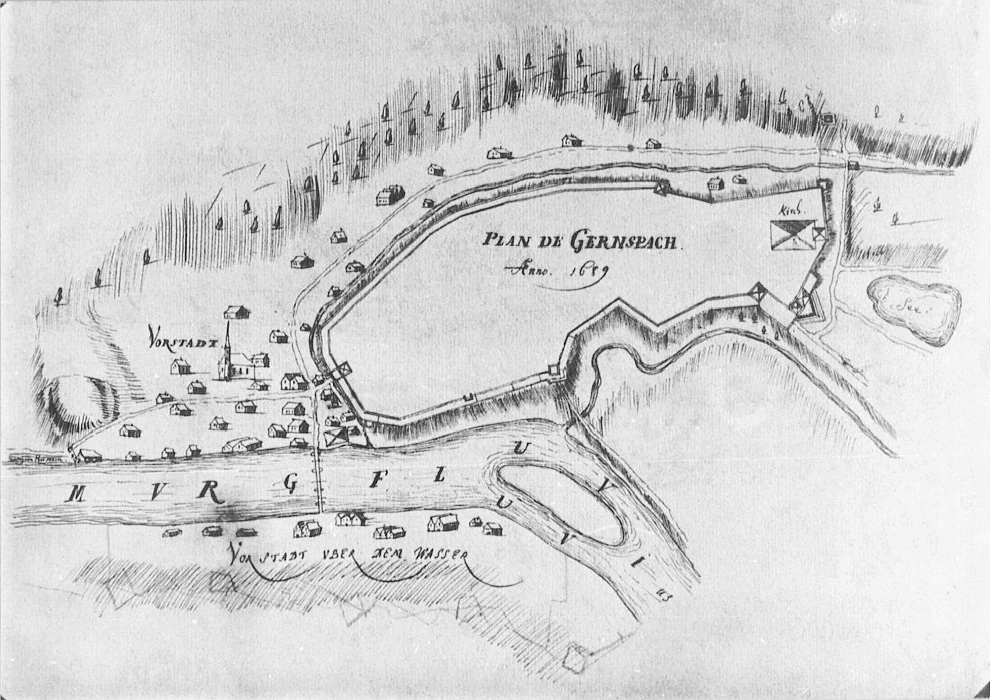
Corso della cinta muraria, Disegno di Samson Schmalkalder dal 1689.

## Amministrazione

### Gemellaggi
- Baccarat, dal 1965
- Pergola, dal 2010